# Xã Belmond, Quận Wright, Iowa
Xã Belmond (tiếng Anh: Belmond Township) là một xã thuộc quận Wright, tiểu bang Iowa, Hoa Kỳ. Năm 2010, dân số của xã này là 433 người.